# Enrique Corrales Martín
Enrique Corrales Martín (* 1. März 1982 in Sevilla) ist ein ehemaliger spanischer Fußballspieler. Der Linksverteidiger bestritt in acht Spielzeiten insgesamt 117 Spiele in der ersten Liga (Primera División), unter anderem für CA Osasuna und RCD Mallorca.

## Spielerkarriere
Corrales' Jugendverein ist Real Madrid. Mit dem Übergang in die Herrenklasse wechselte der in Sevilla geborene linke Verteidiger zu Real Madrid Castilla und von dort nach vier Jahren zu CA Osasuna. Mit der Mannschaft von José Ángel Ziganda erreichte er das Halbfinale des UEFA Cups 2006/2007.
Im Sommer 2008 wechselte Corrales zum Ligarivalen RCD Mallorca und drei Jahre später zum Zweitligisten UD Las Palmas.
Zuletzt spielte er (mit vereinslosen Pausen) 2014 für SD Huesca in der Segunda División B, 2015/2016 für den bolivianischen Verein Sport Boys Warnes und 2016 für CD Badajoz.